# 小行星4892
小行星4892（4892 Chrispollas）是一颗绕太阳运转的小行星，为主小行星带小行星。该小行星于1985年10月11日发现。

## 轨道参数
小行星4892的轨道半长轴为2.3348788 UA，离心率为0.099。